# Shimbiris
Le Shimbiris (parfois Shimbir Beris) est le point culminant de la Somalie et du Somaliland, un État dont il s'est proclamé indépendant en 1991 mais non reconnu internationalement, avec une altitude de 2 416 m. Il est situé dans le Nord du pays, à proximité du golfe d'Aden, non loin de la ville d'Erigavo (Ceerigaabo), dans les monts Surud, également appelés Surud Cad ou Surud Ad.
Alors que le reste du pays est généralement doté d'un climat désertique, la région du Shimbiris bénéficie de précipitations plus importantes (700 mm par an), propices à une végétation diversifiée. De même, avec l'altitude, le thermomètre ne dépasse jamais 30 °C alors que sur la côte il dépasse souvent les 45 °C. Contrairement aux autres régions de Somalie, entre novembre et avril, le thermomètre peut descendre à 12 °C mais, en moyenne, il oscille entre 15 °C et 25 °C durant cette période[réf. nécessaire]. Ce micro-climat couvre une surface très limitée et ressemble aux régions montagneuses de l'Éthiopie voisine. 
Entre 1960 et 1975, des agronomes italiens tentèrent de lancer plusieurs cultures dans la région, dont celles de la pomme de terre, diverses salades et du tournesol. Après 1975, les recommandations des agronomes ne sont pas reprises, et les projets agricoles sont abandonnés assez rapidement.